# Трут ор Консеквенсиз (Њу Мексико)
Трут ор Консеквенсиз (енгл. Truth or Consequences, „Истина или Последице“) град је у америчкој савезној држави Њу Мексико.

## Демографија
По попису из 2010. године број становника је 6.475, што је 814 (-11,2%) становника мање него 2000. године.
| Група             | 2000.         | 2010.         |
| Белци             | 5.037 (69,1%) | 4.392 (67,8%) |
| Афроамериканци    | 46 (0,6%)     | 41 (0,6%)     |
| Азијати           | 12 (0,2%)     | 32 (0,5%)     |
| Хиспаноамериканци | 1.994 (27,4%) | 1.824 (28,2%) |
| Укупно            | 7.289         | 6.475         |